# Мелнишка къща
Мелнишката къща е характерен подтип българска градска възрожденска къща, разпространена в строителството в Мелник. Датира се от първата половина на XVIII век и се определя като резултат от духовното и икономическо развитие в града.

## История
Значителна предпоставка за появата на Мелнишката къща в началото на XVIII век е значението на град Мелник и историята му като икономическо и културно средище. Мелник има развити връзки, както с големи градове в Османската империя, така и в Европа и е силно повлиян от проникващата западноевопейска култура, което от своя страна силно обуславя появата на Мелнишката къща.

## Характеристики
Влияние върхи характеристиките на Мелнишката къща оказват особеностите на терена и местните строителни традиции. Мелнишката къща се състои от две основни части – жилищна и стопанско-производствена. Стопанската част обема няколко самостоятелни или междинни нива. В зависимост от конфигурацията на терена, стопанските нива преминават едно в друго и се обединяват в единен каменен обем, служейки за изравнителна площадка, на която стъпва жилищната част. Жилищната част има салон, около който са разположени помещения с различна цел – кабинет, приемна, днeвна, баня, кухня, помешения за прислугата, килер, спалня и други. Броят, обемът и разположението на тези помещения варират, в зависимост от материалните възможности на стопаните на къщата, както и от индивидуалните архитектурни решения.
Композицията на Мелнишката къща в планово и пространствено отношение е асиметрична някъде до средата на XIX век. Тя е с вертикално израстване на обема, както на стопанската, така и на жилищната част, като вертикализмът е търсен ефект. Той се подчертава от разполагането на тясната страна на сградите по хоризонтала на терена, както и от вертикалната пропорция на комините и прозорците.
Сред особеностите на Мелнишката къща са монументалността, двата реда прозорци в представителните стаи и богатата художествена украса. Мелнишката къща е украсена със стъклописи, които са задължителни за втория ред прозорци, резбовани и рисувани тавани, щукатурни растителни и геометрични елементи по стените и таваните, вградени мебели и изписване на стени. Сред представителите с тези украси са Кордопуловата къща, Пашовата къща, Спандониевата къща, Янакиевата къща, Велевата къща, Кехайовата къща и други.
Поради нарасналните жилищни нужди на мелничани и ограничените землищни възможности за разрастване на града, във втората половина на XVIII и началото на XIX век започва преустройство на големите къщи. Правят се нови помещения на междинни нива във високите части на жилищните етажи и големите стаи се преграждат, като по този начин се усложнява планово-пространствената композиция. Тази особеност се наблюдава в Кордопуловата, Влахлиевата и Пашова къща. В някои къща, като в Янковата къща например, нуждата от повече помещения се решава чрез пресутройство на най-горното ниво на стопанската част.